# Ernest Sugira
Ernest Sugira (Ruanda, 27 de marzo de 1991) es un futbolista ruandés que juega como delantero en el Rayon Sport F. C. y en la selección de fútbol de Ruanda.

## Selección nacional
Su debut se produjo el 8 de septiembre de 2013 en una derrota ante Benín por la clasificación de CAF para la Copa Mundial de Fútbol de 2014. Su primer gol se lo anotó a Mozambique en el primer partido de fase de grupos correspondiente a la clasificación para la CAN 2017, en lo que sería victoria de Ruanda por 1 a 0.
El 8 de diciembre de 2015 fue incluido por Johnny McKinstry en una lista preliminar de 32 jugadores de cara al CHAN 2016 siendo, días después, finalmente ratificado entre los 23 convocados finales por el entrenador del equipo. Luego de no jugar en el debut ante Costa de Marfil, inició como titular el segundo encuentro ante Gabón donde anotó los 2 goles de Ruanda, siendo elegido por la CAF como el jugador del partido.

### Participaciones en torneos internacionales
| Torneo                                  | Sede    | Resultado        |
| --------------------------------------- | ------- | ---------------- |
| Copa CECAFA 2015                        | Etiopía | Subcampeón       |
| Campeonato Africano de Naciones de 2016 | Ruanda  | Cuartos de final |

## Clubes
| Club              | País        | Año       |
| ----------------- | ----------- | --------- |
| A. S. Muhanga     | Ruanda      | 2012-2013 |
| APR F. C.         | Ruanda      | 2013-2014 |
| A. S. Kigali      | Ruanda      | 2014-2016 |
| A. S. Vita Club   | R. D. Congo | 2016-2017 |
| APR F. C.         | Ruanda      | 2017-2019 |
| Rayon Sport F. C. | Ruanda      | 2020-     |